# 360 км
360 км — посёлок в Новокузнецком районе Кемеровской области. Входит в состав Загорского сельского поселения.

## География
Центральная часть населённого пункта расположена на высоте 212 метров над уровнем моря.
Посёлок расположен на железной дороге Юрга — Прокопьевск — Новокузнецк — Таштагол. Недалеко остановка "Казарма".

## История
Населённый пункт появился при строительстве железной дороги. В селении жили семьи тех, кто обслуживал железнодорожную инфраструктуру разъезда.

## Население
| 2010 |
| ---- |
| 58   |

По данным Всероссийской переписи населения 2010 года, в посёлке 360 км проживает 58 человек (27 мужчин, 31 женщина).

## Инфраструктура
Путевое хозяйство. Действует железнодорожная платформа 360 км.

## Транспорт
Автомобильный и железнодорожный транспорт.